# Kerkstraat (Bredevoort)
De Kerkstraat is een straat in het oude centrum van Bredevoort. De straat begint als zijstraat van de Landstraat en loopt dan geheel door tot aan de Koppelstraat.

## Geschiedenis
De Kerkstraat was oorspronkelijk een walstraat en werd vroeger Achterstraat genoemd. Het is tevens een van de oudste straatjes van Bredevoort. De straat liep parallel met de stadsmuur die hier liep. Ter hoogte van de "knik" in de straat heeft een waltoren gestaan, die op de binnenplaats stond achter de smederij. De huizen aan de westkant van deze straat moeten tegen de muur aan gebouwd zijn geweest, of op de fundamenten van deze muur zijn gebouwd. Toen in de 17e eeuw de vestingwerken van Bredevoort werden vernieuwd en daarna de stadsmuur gesloopt werd lag hier een aarden stadswal die overigens ook weer parallel liep aan de Kerkstraat.

## Archeologie

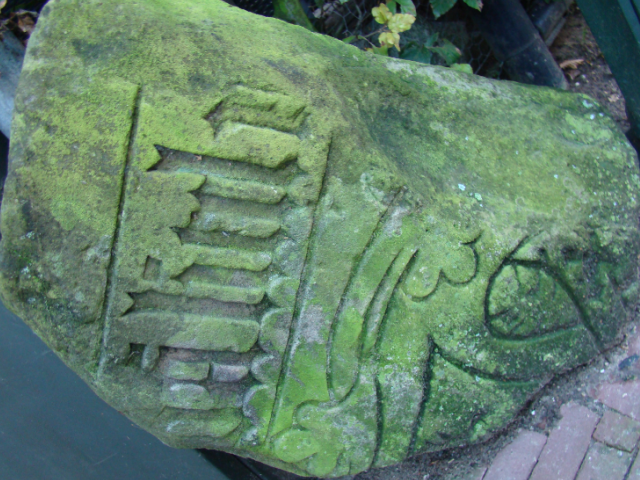
Steen met inscriptie van onbekende herkomst

In 1898 werden onder het kruispunt met de Landstraat muurresten aangetroffen. Aan het verzakken van de gevel is met het blote oog de ligging van deze muur nog zichtbaar. In het midden waar de muurfundamenten zich bevinden is de gevel niet verzakt. De stadsmuur liep van noord naar zuid vanaf de Aalterpoort. In 1965 werden muurresten aangetroffen op het terrein van de smederij toen een nieuwe werkplaats werd gebouwd. Naast grachtvulling werden ook houten palen aangetroffen, een ijzeren vuurrooster en een Spaans zwaard voorzien van inscriptie: Tholeta. Bij de ingang ligt tegenwoordig nog een markante steen, waarvan de herkomst onbekend is.

## Monumenten
Kerkstraat 13 en 't Boerderi'jken zijn twee rijksmonumenten in het straatje. Daarnaast bevinden zich hier nog acht gemeentelijk monumenten, waarmee het straatje een relatief hoge monumentendichtheid bezit.